# Cary (Illinois)
Cary è un comune degli Stati Uniti d'America, situato in Illinois, nella Contea di McHenry.